# Автово (электродепо)
ТЧ-1 «А́втово» — тяговое электродепо Петербургского метрополитена. Единственное в нём, располагающееся на Кировско-Выборгской линии после одноимённой станции посреди линии, а не за конечной станцией. В электродепо «Автово» находится Техническая школа для обучения машинистов и других сотрудников, в которой, вслед за Корпоративным университетом Транспортного комплекса (бывш. Учебно-производственный центр) Московского метрополитена (для ТЧ-9 «Фили» Филёвской линии) на обучение по профессии «машинист электропоезда» впервые за полвека допущены женщины.

## История
Является первым депо Ленинграда. Первая очередь депо введена в эксплуатацию в декабре 1955 года, вскоре после пуска первой очереди метрополитена.

## Обслуживаемые линии
С момента открытия обслуживает поезда первой (Кировско-Выборгской) линии. 
Помимо неё, будет также обслуживать Красносельско-Калининскую линию, открытие которой запланировано на конец 2025 года, поскольку открытие на ней своего электродепо — ТЧ-8 «Красносельское», ожидается не ранее 2029 года, что сделает ТЧ-1 «Автово» первым в Петербургском метрополитене после передачи обслуживания ТЧ-5 «Невское» Лахтинско-Правобережной линии ТЧ-3 «Московское» в 2019 году, обслуживающим две линии.
| Линия                     | Период                   |
| ------------------------- | ------------------------ |
| Кировско-Выборгская       | 1955 — настоящее время   |
| Московско-Петроградская   | 1961—1972                |
| Невско-Василеостровская   | 1967—1979                |
| Красносельско-Калининская | с открытия (планируется) |

## Подвижной состав

### Пассажирский подвижной состав
| Тип                             | Период                                                                    | Вагонов в составе | Состояние               |
| ------------------------------- | ------------------------------------------------------------------------- | ----------------- | ----------------------- |
| Г                               | 1955—1972                                                                 | 4                 | списаны                 |
| Д                               | 1955—1985                                                                 | 4                 | списаны                 |
| Е                               | 1965—2015                                                                 | 4                 | списаны                 |
| Ема, Ем, Емх, Ема-502М, Ем-501М | 1970—2020 (Ема, Ем, Емх) 2003 (КВР) — настоящее время (Ема-502М, Ем-501М) | 8                 | списаны                 |
| Ема-502, Ем-501, Емх-503        | 1971 — настоящее время (Ема-502, Ем-501) 1971—2022 (Емх-503)              | 8                 | регулярная эксплуатация |
| 81-722.1/723.1/724.1            | 15 ноября 2016 — настоящее время                                          | 8                 | регулярная эксплуатация |
| 81-725.1/726.1/727.1            | 12 ноября 2022 — настоящее время                                          | 8                 | регулярная эксплуатация |

Оставшиеся самые старые вагоны в России Ема-502/Ем-501 и Ема-502М/Ема-501М будут отстранены от регулярной эксплуатации к лету 2025 года в связи с поставками в электродепо поездов «Балтиец».

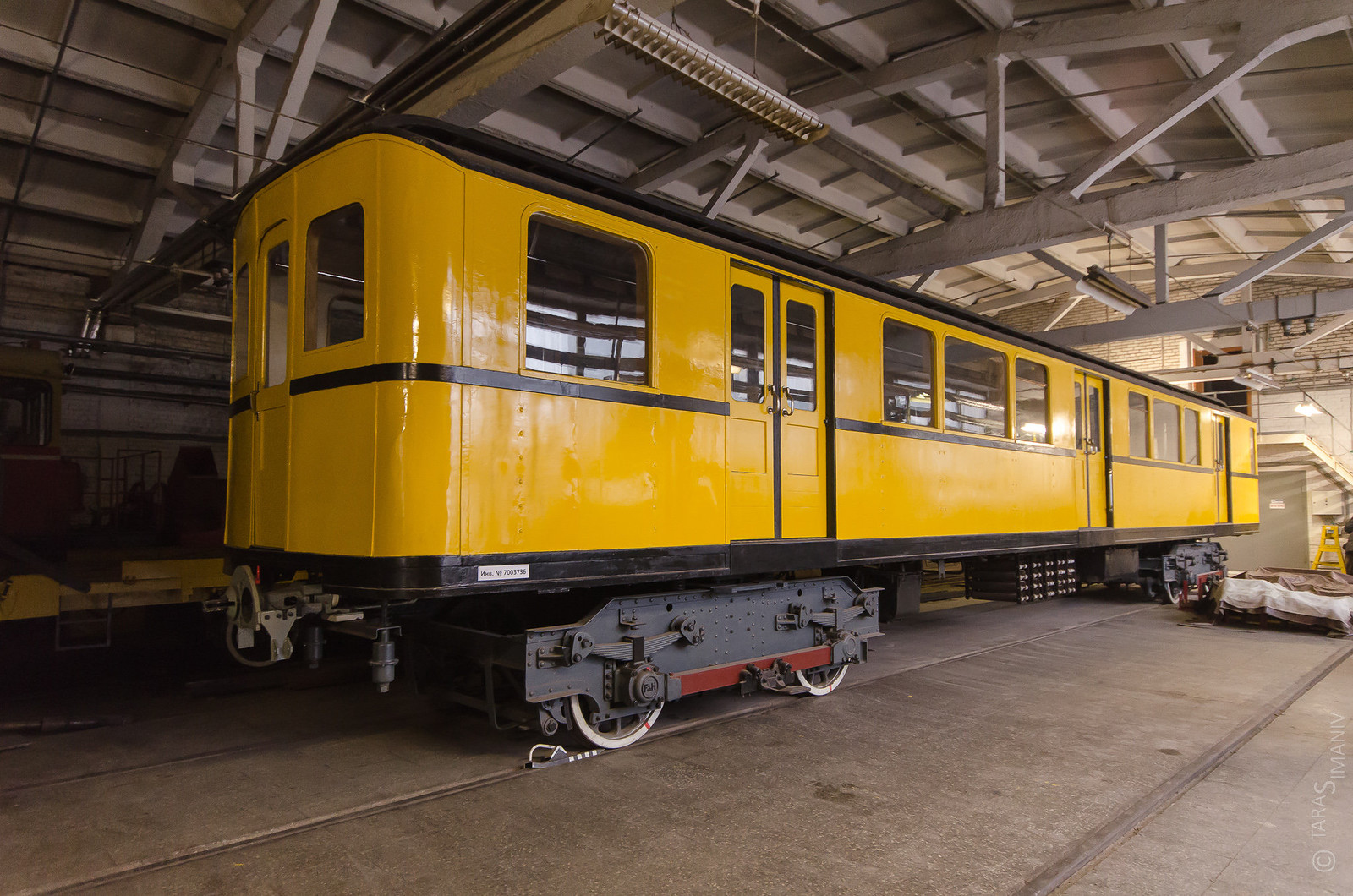
Берлинский вагон В4 № 156 в депо Автово

## Особенности
Съезды в депо расположены на перегоне «Автово» — «Ленинский проспект». После выхода путей на поверхность пути разделяются и ведут в две стороны: в сторону депо «Автово» и в сторону депо «Дачное».
Единственное депо, которое в период с 1967 по 1972 год обслуживало три линии.
Единственное депо Петербургского метрополитена, выезд из которого осуществляется посреди линии. На всех остальных депо расположены за конечными станциями. К таким относятся депо ТЧ-3 «Московское» (за станцией «Купчино»), ТЧ-4 «Северное» («Девяткино»), ТЧ-5 «Невское» («Рыбацкое»), ТЧ-6 «Выборгское» («Парнас») и ТЧ-7 «Южное» («Шушары»).
После ввода в эксплуатацию новых поездов модели «Балтиец» (81-725.1/726.1/727.1) в нём впервые с 1978 года (после окончания эксплуатации вагонов типа «Г» в Ленинграде) эксплуатируется три модели пассажирского подвижного состава (после вагонов типов Ема-502/Ем-501 и их разновидностей и 81-722.1/723.1/724.1).
Одно из трёх депо метрополитена, где проводятся регулярные экскурсии.

## Галерея

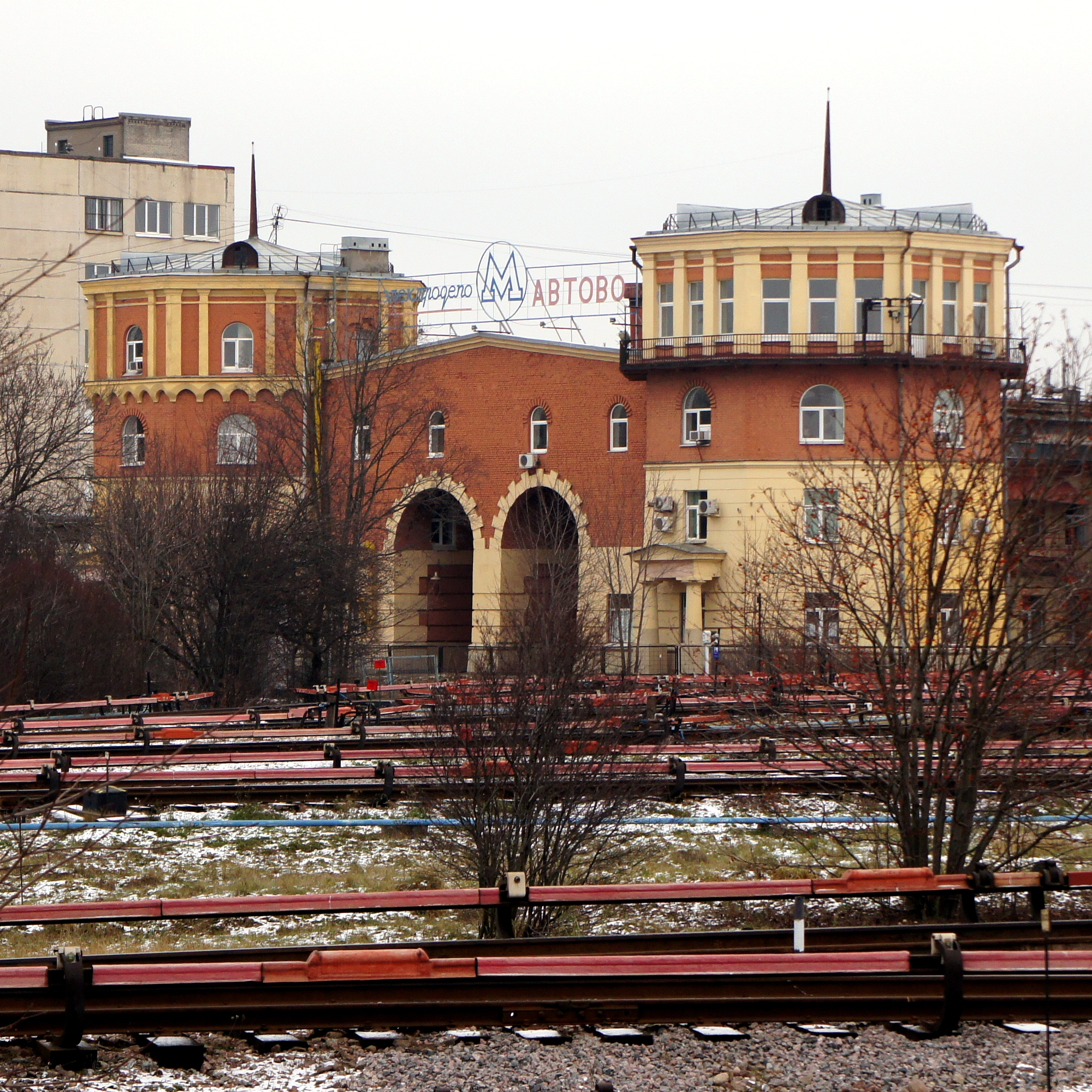
Ремонтный цех электродепо
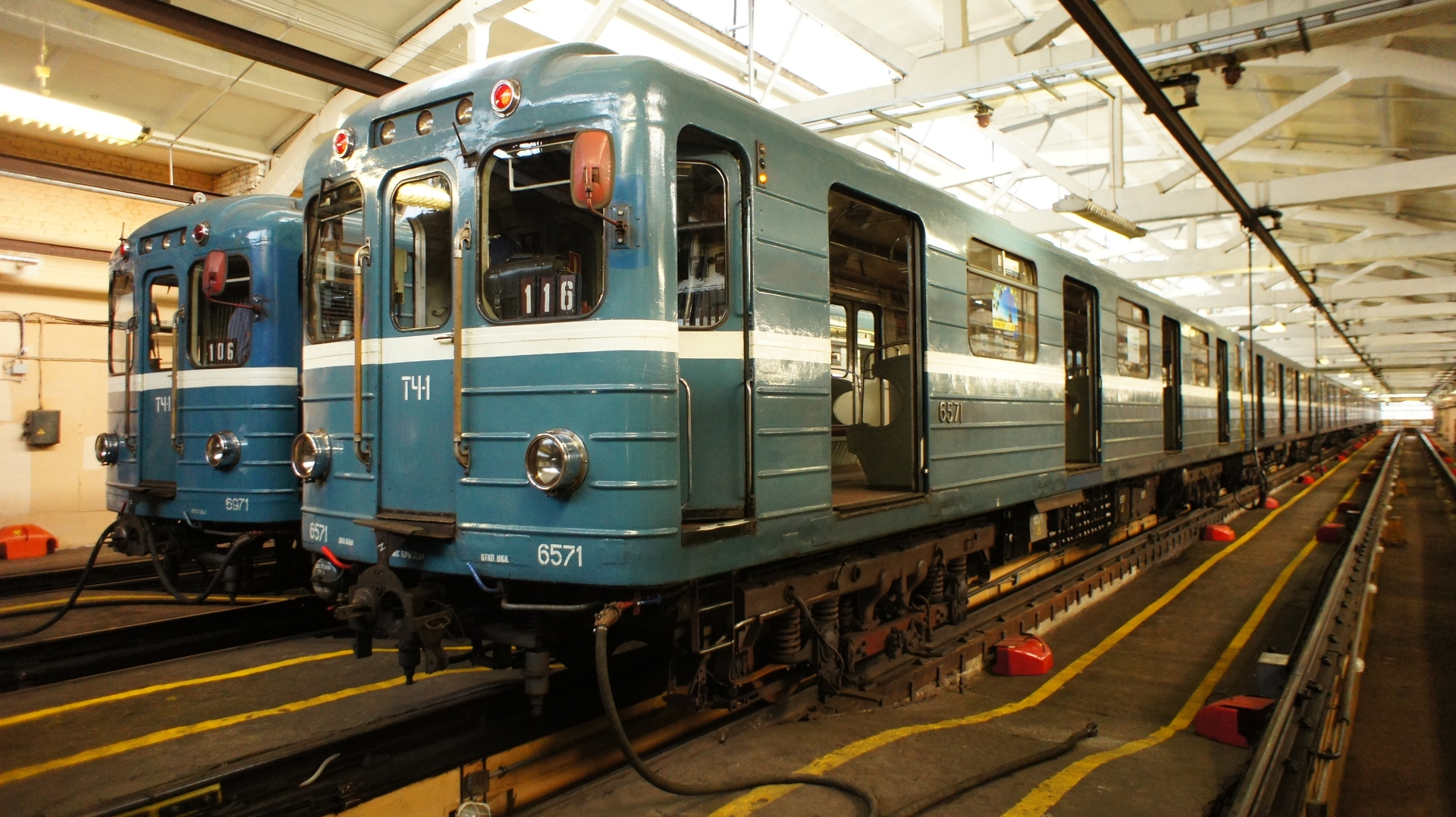
Два состава типа Ем в электродепо Автово
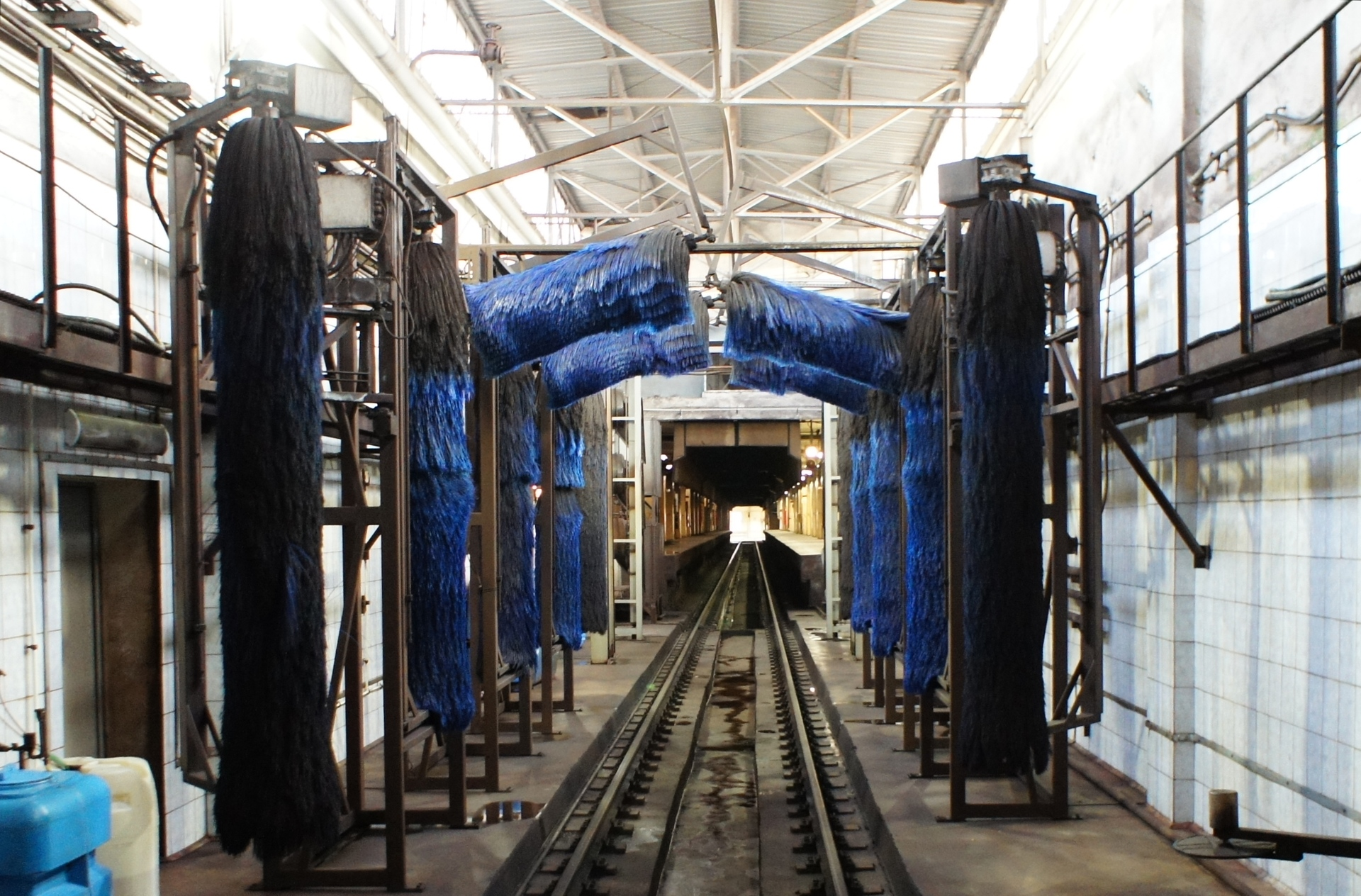
Помещение для мойки вагонов в электродепо Автово